# Girolamo Minervini
Girolamo Minervini, född 4 maj 1919 i Teramo, Abruzzo, död 18 mars 1980 i Rom, var en italiensk statstjänsteman som mördades av terroristorganisationen Röda Brigaderna. Minervini mördades dagen efter att han utnämnts till generaldirektör för den myndighet som då bland annat ansvarade för säkerheten inom landets fängelser och viss brottsförebyggande verksamhet. Attentatsmännen, senare identifierade som Francesco Piccioni och Alessandro Padula, steg på den buss där Minervini satt på väg till arbetet morgonen den 18 mars 1980 och öppnade omedelbart eld, varvid Minervini dödades och tre andra personer sårades. Röda brigaderna tog på sig mordet.